# Papilionanthe teres
Papilionanthe teres là một loài thực vật có hoa trong họ Lan. Loài này được (Roxb.) Schltr. mô tả khoa học đầu tiên năm 1915.

## Hình ảnh

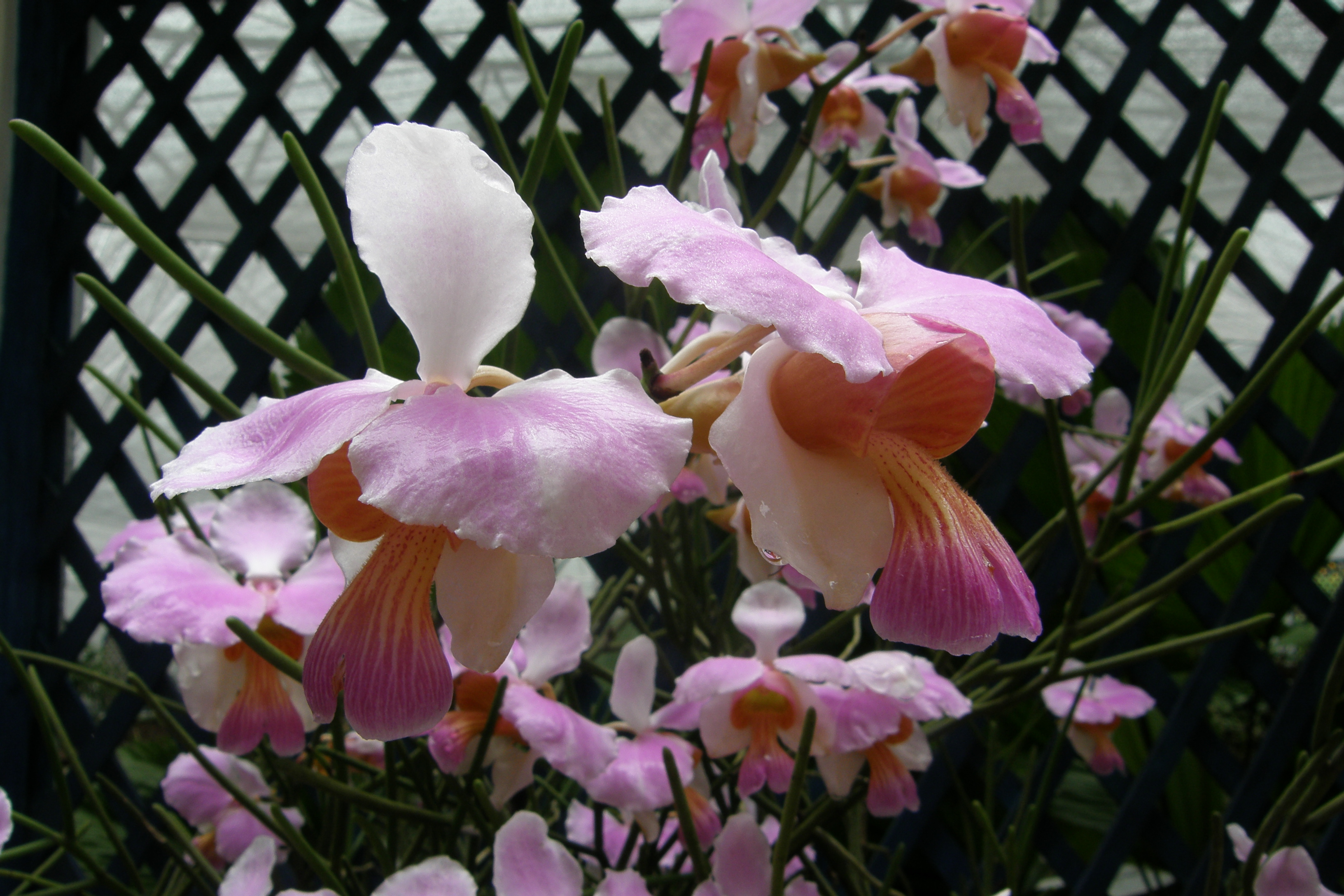
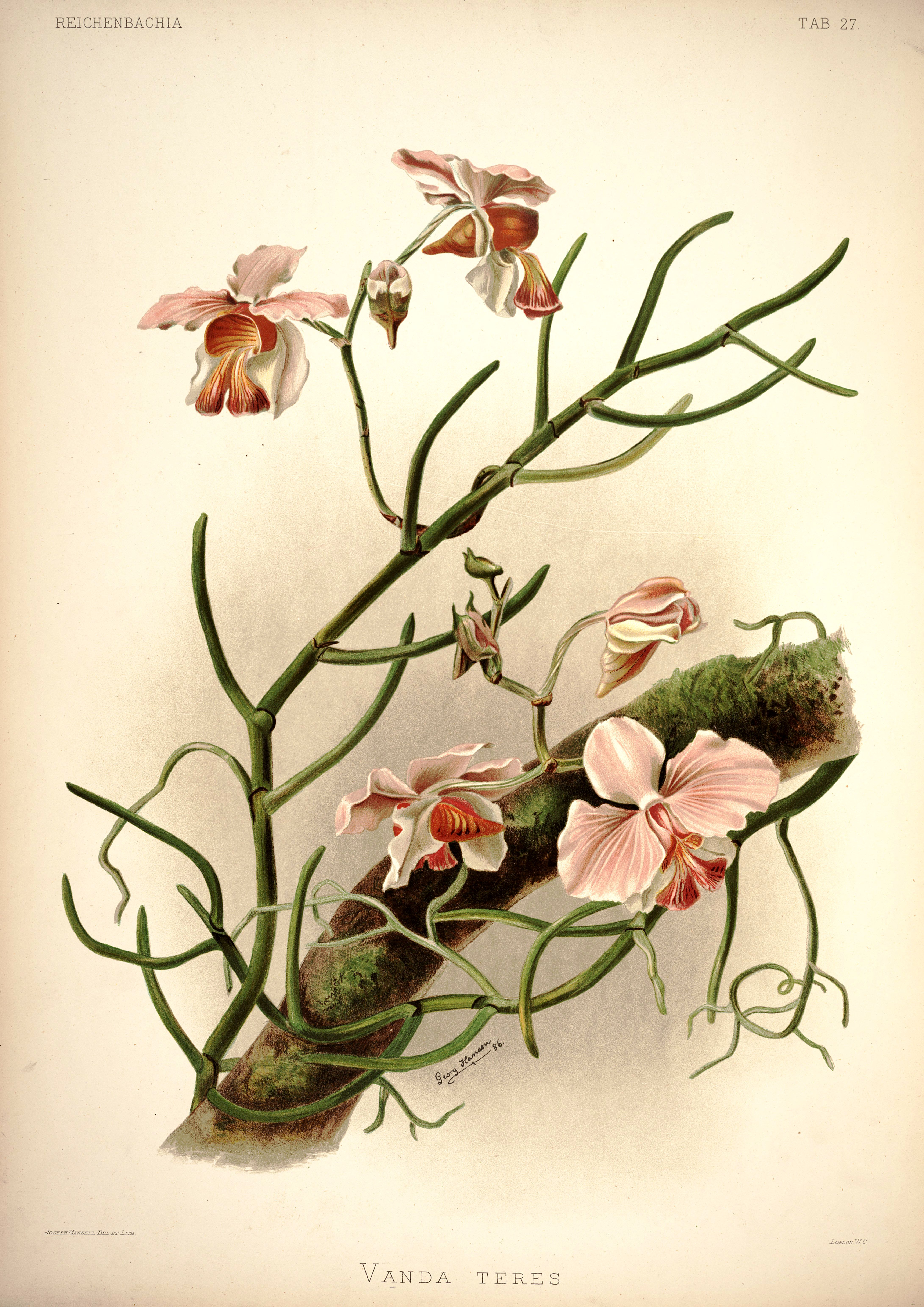
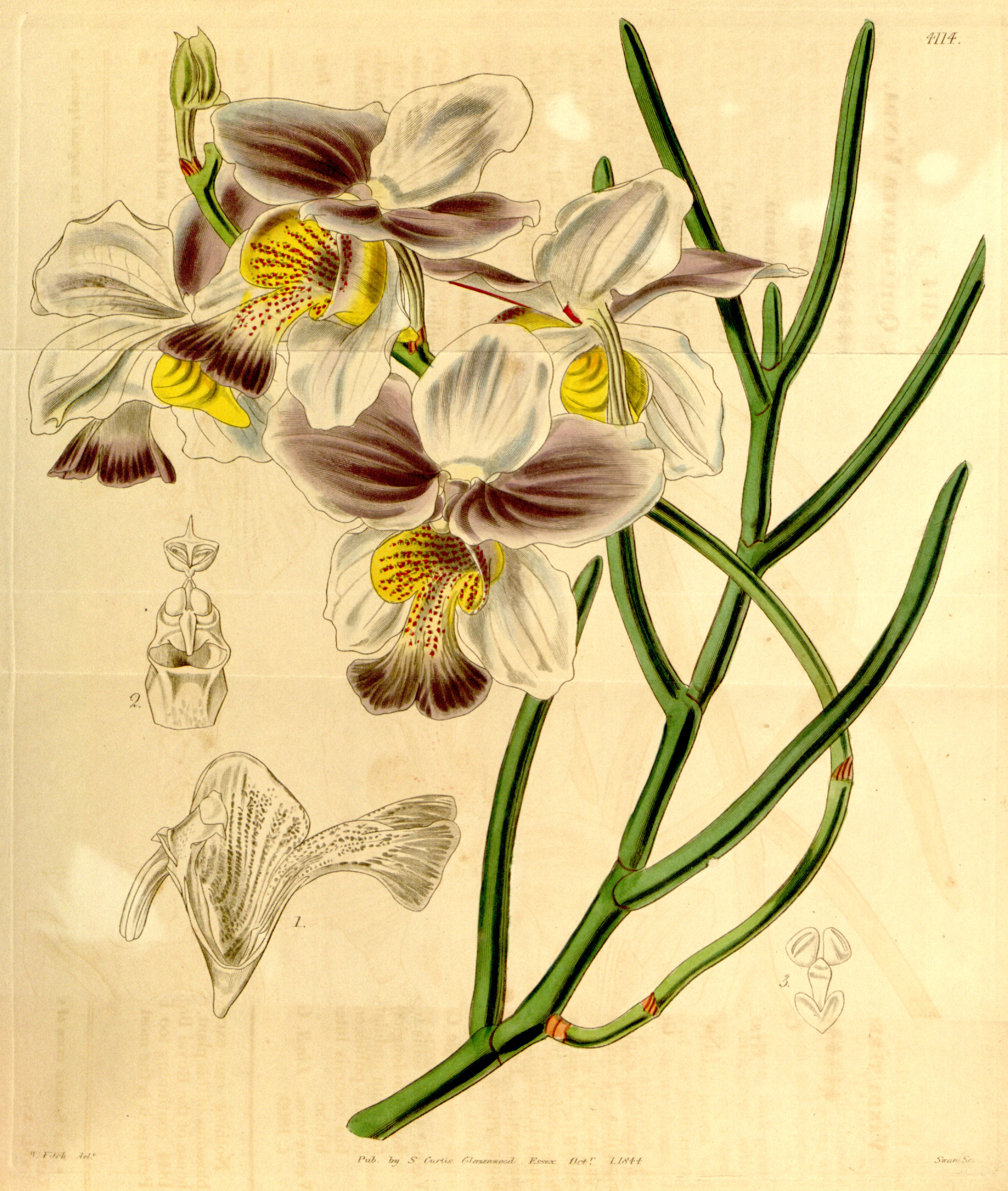